# Tio Hugo
Tio Hugo é um município brasileiro do estado do Rio Grande do Sul.

## História
Apesar de possuir algumas serrarias abertas na década de 1920 para a exploração de araucárias, esta localidade era pertencente ao município de Passo Fundo e era pouco povoada. Na década de 1950 a região recebeu o projeto da Usina Hidrelétrica Ernestina do governo do Rio Grande do Sul, localizada na bacia do Rio Jacuí. Para a construção da usina foram instalados vários canteiros de obras, o maior deles da empresa Estacas Franki. O transporte de materiais e equipamentos necessários para a construção da usina, aberta em agosto de 1957, forçou a abertura de primitivas estradas. Aproveitando parte da mão-de-obra ali existente, o Departamento Autônomo de Estradas de Rodagem iniciou no início da década de 1960 a construção da rodovia estadual RS-13, denominada popularmente "Estrada da Produção". A rodovia foi inaugurada em 1962, ligando Canoas a Iraí e foi mais tarde federalizada, transformando-se na BR-386.
A abertura da rodovia atraiu novos moradores para a região. Um deles era Hugo André Londero, possuidor de uma autorização para a abertura de um posto de combustíveis de bandeira Petrobras na altura do quilômetro 214 da rodovia. O posto foi aberto em 1963, com uma única bomba. Com quase 50 anos, Hugo era chamado de tio pela clientela, mesmo não gostando. Como o posto não tinha nome, ficou conhecido como posto do tio Hugo. Acabou tornando-se referencia geográfica e denominando popularmente a toda a região do seu entorno.
Convencido por uma sobrinha, Hugo acabou tornando oficial o nome pelo qual o posto era conhecido. A localização estratégica fez surgirem outros empreendimentos à volta, como borracharia e oficina, além de residências. Tio Hugo, então, tornou-se nome da localidade, então pertencente a Passo Fundo. O posto pertenceu a Hugo até 1974.
Tio Hugo teve seu processo de emancipação aprovado em meio a outros 116 controversos processos inciados por políticos regionais do Rio Grande do Sul em 1995. De acordo com a Fundação de Economia e Estatística Siegfried Emanuel Heuser, apenas 20 destes municípios pleiteados possuíam condições econômicas para se emancipar.